# Leandro Remondini
Leandro Remondini (Verona, 1917. november 17. – Milánó, 1979. január 9.) olasz labdarúgó-fedezet, edző.